# Glyphostoma dedonderi
Glyphostoma dedonderi is een slakkensoort uit de familie van de Clathurellidae. De wetenschappelijke naam van de soort is voor het eerst geldig gepubliceerd in 2008 door Goethaels & Monsecour.